# 지방도 제745호선
지방도 제745호선은 전북특별자치도 순창군 유등면 건곡교 북단과 진안군 마령면 강정 교차로를 잇는 전북특별자치도의 지방도이다.
이 지방도의 종점은 본래 부귀면 신정리였으나 2004년 7월 1일에 임실군 관촌면 관촌리 ~ 진안군 마령면 강정리 구간이 착공 7년만에 개통되면서 2013년 도로현황기준으로 마령면으로 종점이 변경되었다.

## 연혁
- 2005년 7월 11일 : 임실군 삼계면 흥곡리 ~ 세심리 3.27km 구간 개통[2]
- 2006년 9월 29일 : 남원시 주생면 지당리 800m 구간 개통[3]
- 2015년 6월 26일 : 섬진강댐 침수도로(임실군 운암면 학암리 ~ 신평면 용암리) 4.78km 구간 개량 개통[4]

## 주요 경유지
- 순창군
  - 유등면 건곡교 북단 - 두승리 - 대가리 - 대풍교
- 남원시
  - 대강면 대풍교 - 월탄리 - 방동리 - 사석교 - 사석리 - 강석리 - 송강지 - (미개통 구간 : 송강리 - 강석리 - 그럭재)
  - 금지면 (미개통 구간 : 그럭재 - 서매리) - 입암리 - 입암교 - 입암대교 - 금지동초등학교 - 금지면 행정복지센터 - 옹정삼거리 - 옹정리
  - 주생면 제천리 - 오천교 - 주생역 - 주생면 행정복지센터 - 소지삼거리 - 소지사거리 - 지당리 - 정송리 - 정송삼거리
  - 대산면 풍촌리 - 대곡리 - 상록CC - 신계리 - 대산교 - 운교리 - (미개통 구간 : 운교리 - 갈곡리)
  - 사매면 (미개통 구간 : 계수리) - 계수리 - 서도리 - 수촌교
- 임실군
  - 오수면 수촌교 - 둔덕교 - (미개통 구긴 : 둔덕리)
  - 삼계면 (미개통 구간 : 뇌천리 - 홍곡리 - 봉현리) - 유천교 - 봉현리 - 세심1교 - 세심리 - 세심2교 - 세심자연휴양림 - 죽계리
  - 임실읍 이인리 - 정월리 - 정월교 - 정월삼거리 - 오정삼거리 - 성가리 - 현곡리
  - 운암면 광석교 - 학암리 - 임운교 - 학암 교차로
  - 신평면 용암리 - 학암삼거리 - 신평면사무소 - 원천 교차로 - 원천리
  - 신덕면 금정리 - 지장리 - 오궁교 - 오궁리 - 슬치치
  - 관촌면 슬치마을 - 슬치리 - 관촌삼거리 - 관촌 교차로 - 관촌교 - 주천 교차로 - 방현 교차로 - 방수교 - 좌산 교차로 - 방수리 - 관촌동초등학교(폐교) - 방동교 - 포동교
- 진안군
  - 성수면 포동교 - 포동 교차로 - 황두 교차로 - 온천 교차로 - 좌포터널 (약 270m) - 양산교 - 양산 교차로 - 좌포교 - 양화 교차로 - 양화교 - 좌포리 - 원좌포 교차로 - 내좌 교차로 - 산내교
  - 마령면 산내교 - 서산교 - 월운교 - 월운 교차로 - 강정교 - 강정 교차로

## 중복 구간
- 남원시 대강면 사석리 ~ 송강지 : 국도 제13호선, 국도 제21호선과 중복
- 남원시 금지면 옹정삼거리 ~ 주생면 소지사거리 : 국도 제17호선과 중복
- 남원시 주생면 정송삼거리 ~ 대곡삼거리 : 국도 제24호선과 중복
- 임실군 임실읍 정월삼거리 ~ 오정삼거리 : 국도 제30호선과 중복
- 임실군 신덕면 슬치마을 ~ 관촌 교차로 : 국도 제17호선과 중복
- 임실군 관촌면 좌산 교차로 ~ 온천 교차로 : 지방도 제721호선과 중복

## 도로명
- 순창군 유등면 건곡교 북단 ~ 남원시 대강면 사석리 : 금탄로
- 남원시 대강면 사석리 ~ 송강지 : 섬진로
- 남원시 금지면 입암리 ~ 옹정삼거리 : 금지순환로
- 남원시 금지면 옹정삼거리 ~ 주생면 소지사거리 : 요천로
- 남원시 주생면 소지사거리 ~ 정송삼거리 : 주송길
- 남원시 주생면 정송삼거리 ~ 대곡삼거리 : 비홍로
- 남원시 주생면 대곡삼거리 ~ 운교리 : 대곡신계길
- 남원시 사매면 계수리 ~ 임실군 오수면 둔덕교 : 혼불로
- 임실군 삼계면 유천교 동단 ~ 임실읍 정월삼거리 : 임삼로
- 임실군 임실읍 정월삼거리 ~ 오정삼거리 : 호국로
- 임실군 임실읍 오정삼거리 ~ 성가리 : 봉황로
- 임실군 임실읍 성가리 ~ 신평면 용암리 : 임운로
- 임실군 신평면 용암리 ~ 관촌면 슬치마을 : 석등슬치로
- 임실군 관촌면 슬치마을 ~ 관촌 교차로 : 춘향로
- 임실군 관촌면 관촌 교차로 ~ 진안군 마령면 강정 교차로 : 관마로